# Складка: Лейбніц і бароко
«Складка. Лейбніц і бароко» (фр. Le Pli. Leibniz et le baroque) — це книга Жиля Дельоза, в якій він пропонує нове тлумачення бароко та творчості, спираючись на роботи Лейбніца.
Дельоз починає з того, що основна ідея бароко полягає у функції, а не рисі. А саме він звертається до функції згортання матерії різними складними способами.
Він визначає складку, як одиницю матерії, найменший елемент безкінечного матеріального лабіринту; вона не є точкою, а краєм лінії; складка завжди знаходиться в середині іншої складки, «як порожнина в порожнині»; вона є процесом, який постійно впливає один на одне. Складка — не лише одягу, а й тіла, скелі, води, землі, лінії. ЇЇ можна визначати як «розрив», але такий, при якому обидва розірвані елементи відкидають і активізують один одного. Дельоз визначає оперативну тотожність між епохою бароко та складкою.
Бароко не припиняє виробляти складки, а посилює їх, на відміну від інших епох. Складки є барочними, оскільки виходять за межі чітких геометричних структур, багатокутних і негнучких, набуває безмежної свободи. Давньогрецька складка, наприклад, хоча їй і властиві справедливі прагнення мати вагу, платонівська парадигма тканини як переплетення обмежується текстурами і не виділяє формальних елементів складки. Складка в бароко — це не просто геометричний елемент одягу, а весь барочний світ.
По відношенню до складок, які вона здатна утворити, матерія стає експресивною. Основним механізмом матерії є пружина, яка не згинає та розгинає складки, а є послідовним процесом створення складки за складкою, які постійно впливають одна на одну, та створюються нові складки всередині існуючих. Складку матерії або текстуру, слід співвіднести з декількома факторами: зі світлом — способом, яким складка затримує світло і видозмінюється сама в залежності від часу і освітлення, та із глибиною — з тим як сама складка детермінує «дрібну» і глибину, що напластовується.
Організму притаманні ендогенні складки, тоді як неорганічна матерія має складки екзогенні, які визначаються із зовнішнього та внутрішнього боку матерії. Неорганічна складка є простою та безпосередньою, тоді як органічна завжди буде складовою, перехресною, опосередкованою.

## «Бароковий дім»
Теорія складки Дельоза тісно зв'язана із епохою бароко та «бароковим домом». Бароковий будинок має два поверхи: матеріальний, освітлений поверх та темний поверх душі. Вони обоє наповнені складками, і розділяються складкою.
За теорією Дельоза існує два безкінечних лабіринтів складок: «лабіринт матерії» та «складки в душі». Бароковий світ організується за двома векторами — занурення в глибини і пориву на небо. Те, що один вектор метафізичний, а інший фізичний, не заважає їм складати один світ, той самий «барочний будинок». Світ лише з двох поверхів, розділених складкою, яка «відбивається» з кожної з двох сторін у різному режимі, є визначним проявом епохи бароко. В епоху бароко душа невіддільна від тіла, вона знаходить у ньому тварину, що отупляє її і заплутує її в лабіринті матерії, але також знаходить людяність (ступінь розвитку), яка дозволяє їй піднестися над усіма іншими складками.
Таким чином, декартівський розподіл між розумом і тілом як двома окремими субстанціями у Дельоза переважає ідеєю, що все є з матерією, складеної по-різному. Душа — це просто матерія, нескінченно згорнута в неймовірні складності, створюючи внутрішність. Немає різниці між розумом і матерією, оскільки розум — це нескінченно складена матерія.
Світ є нескінченна крива, що стосується нескінченної множини кривих у нескінченній множині точок, крива з єдиною змінною, конвергентна серія всіх серій. Всесвіт існує в згинах душі, «весь світ ні що інше, як віртуальність» — душа діє завдяки внутрішньому розгину, за допомогою якого вона становить уявлення про включений до неї світ.
Розрив між інтер'єром і екстер'єром «барокового дому» відсилає до поділу між двома поверхами матерії, а останнє — до складки, що актуалізується в найбільш тонких згинах, замкнутих на верхньому поверсі (в душі), і реалізується в складках, які породжує матерія на нижньому поверсі. Отже, ідеальна складка є складкою, що розрізняє та розрізняється.

## Лейбніц
Відомо, як назвав Лейбніц душу чи суб'єкт, як метафізичну точку: монадою. Він запозичив цей термін у неоплатоників, які ним користувалися для позначення стану Єдиного: це одиниця, що згортає безліч, і безліч, що розгортає Єдине у вигляді «серії». Точніше кажучи, Єдине має властивість згортання і розгортання, тоді як множина невіддільна від згинів, що їх виробляє, коли вона згорнута, — і від розгинань, коли вона розгорнута.
Лейбніц дає визначення барокової математики: її об'єктом стає «новий потяг» змінних величин, тобто варіація. Завжди присутня інфлексія — елемент змінної кривої, що перетворює варіацію на згин і спрямовує її до нескінченності. Згин є ступінь і потенція — як в ірраціональному числі, що отримується при витягуванні кореня, а також у диференціальному залишку, що виводиться із відношення будь-якої величини та ступеня.
Хоч Дельоз активно залучає та аналізує Лейбніца, Дельоз — матеріаліст, що викликає парадокс його теорії. Філософія монад була баченням кожної частинки матерії, населеної космосом крихітних живих душ. Це своєрідна філософська переробка стародавнього, архаїчного анімізму, і це світогляд, який цілком «несумісний» із світоглядом Дельоза, який був, хоч і метафізиком, але насамперед матеріалістом.
Дельоз аналізує Закон достатньої підстави Лейбніца та його теорію нескладних світів, але важко зрозуміти, яке відношення це має до особливого погляду на світ Дельоза. Книга є спробою Дельоза використати філософію Лейбніца як маску та проаналізувати світ крізь його призму.